# Around the World in Eighty Days (série télévisée d'animation)
Around the World in Eighty Days est une série d'animation télévisée australienne. Elle est basée sur un roman de Jules Verne, Le tour du monde en 80 jours. 
Elle a été diffusée par la société de télévision NBC en deux saisons entre 1972 et 1973.